# 30号弗吉尼亚州州道
維吉尼亞州30號公路（Virginia State Highway 30）是美國維吉尼亞州的重要公路之一，連接多思威勒(Doswell)的美國國道1、64號州際高速公路及Norge的維吉尼亞州607號公路。全長105公里。